# Danilo Tesini
Danilo Tesini (Verona, 16 gennaio 1925 – 15 luglio 2008) è stato un pilota automobilistico italiano, costruttore di auto e motori da competizione, inventore di brevetti.

## Biografia
Amico di Tazio Nuvolari e meccanico di fiducia di Maria Callas, Danilo Tesini è stato pilota e costruttore di bolidi sport, le MARTES (acronimo di “Modifiche Auto Riparazioni Tesini”), che negli anni cinquanta meritarono i complimenti personali dei fratelli Maserati (sua in quegli anni – 1948 – fu la realizzazione del primo motore al mondo con testata bialbero di 1100 cc) e un invito ufficiale da parte di Enzo Ferrari a trasferirsi come tecnico nel reparto corse di Maranello, invito che Tesini rispettosamente declinò.
Dall'officina del giovane artigiano veronese, passarono molti personaggi di spicco dell'epoca. Tra questi, il conte Galeazzo Ciano, il maresciallo Albert Kesselring, Carlo Abarth, Alberto Ascari, Giulio Cabianca e, come detto, la cantante lirica Maria Callas e Tazio Nuvolari, mentore dell'allora giovane Tesini.
Come pilota corse su varie auto dal 1950 al 1961. Su una di queste fece conoscere agli appassionati italiani il marchio Lotus e il nome del suo creatore, quello dell'allora sconosciuto Colin Chapman.
Tutto accadde nel 1959 dopo un incontro a Londra con lo stesso Chapman e gli ingegneri Costin e Bennet, pronti a condividere l'idea di far correre in Italia la Lotus XI.
Anticipatore di tempi e ideatore di brevetti meccanici, si fece conoscere in Italia e all'estero per la sua raffinata arte e precisione tecnica: qualità che gli valsero l'appellativo di “mago dei carburatori”, con preparazioni esclusive su auto stradali della grande serie e sportive di razza come Ferrari, Maserati, Porsche e Lamborghini, queste ultime ufficialmente assistite nell’officina di Verona per conto della Casa di Sant’Agata Bolognese.
Dal 1973 visse una seconda giovinezza agonistica, guidando prima i prototipi di Dallara e, dal 1975, le bisposto Osella, partecipando al Mondiale Marche e all'Europeo classe 2 litri, alternando il volante con Lella Lombardi ed Ermanno Pettiti, sfidando campioni del calibro di Jacky Ickx, Jochen Mass, Vittorio Brambilla e Arturo Merzario.
Chiuse la carriera nel 1980 all'età di 55 anni, misurandosi nell'europeo F.2 con la Chevron ex Siegfried Stohr sui temibili 23 km del vecchio Nurburgring.
Smessi i panni di pilota, rivestì quelli di preparatore e fan seguendo il figlio Nicola – oggi giornalista e fondatore della scuole di guida Drift Fun Day e SuperCarControl – sui campi di gara della F.3, F.3000 e del Mondiale Turismo targati anni ‘80. Senza però mai smettere di elaborare i “cuori” meccanici delle vetture stradali e dei bolidi da corsa ottenendo, sul suo banco prova motori da 1000 cv, nuovi primati prestazionali. Primati raggiunti sui motori F.2 BMW e gli Alfa Romeo F.3, sugli ufficiali V6 biturbo delle Maserati impegnate nel mondiale turismo e i vincenti 2 litri del monomarca Opel-Lotus montati sulla monoposto dell’allora nastro nascente Rubens Barrichello.
Nella seconda metà degli anni '90 distribuì per l'Italia le vetture artigianali inglesi Marcos e a 78 anni, tentò nuovamente di ottenere la licenza dopo un test sulla Sport Promec da 650 cv.
Morì nel 2008 dopo una lunga malattia. Nel 2010, l'Associazione della Scienza e Tecnica di Verona ha inserito il nome di Danilo Tesini tra i “Personaggi del mondo Scientifico e Tecnologico veronese”.
Il nome di Danilo Tesini e della Martes sono inseriti nell’archivio dei costruttori automobilistici internazionali “Automobile Manufacturers Worldwide Registry”.

## Galleria d'immagini

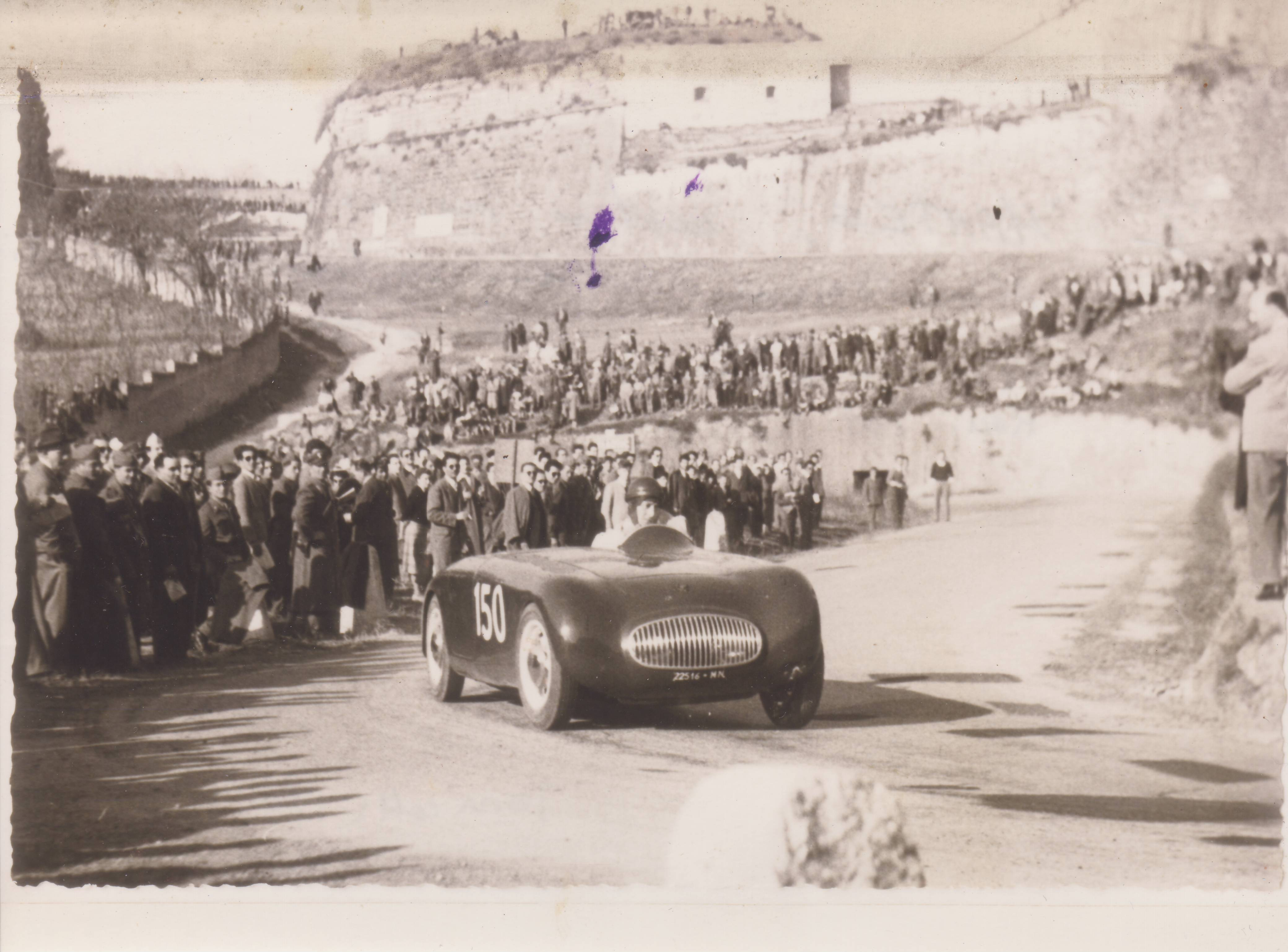
Danilo Tesini su Martes, Torricelle, 1948
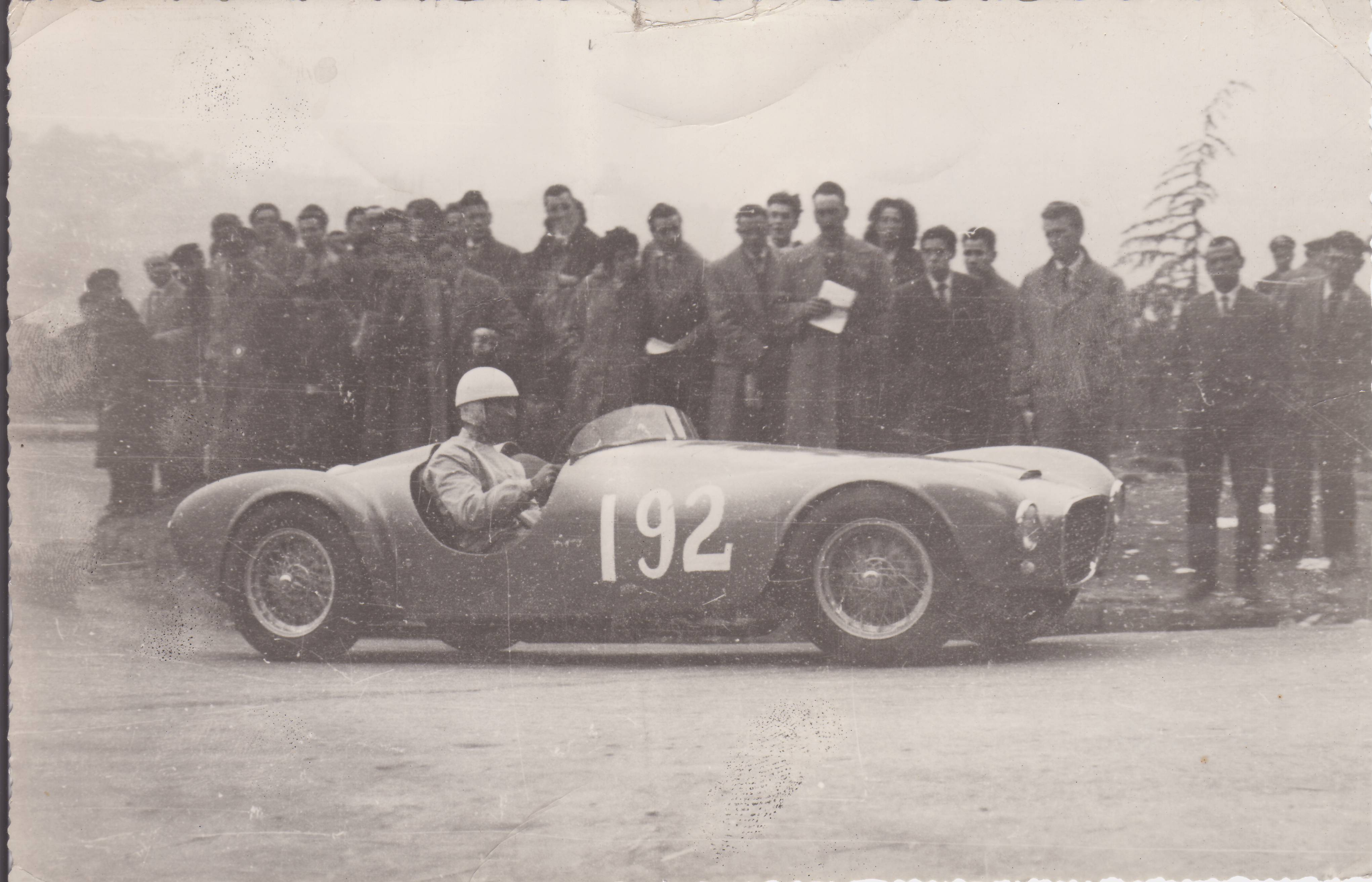
Danilo Tesini su Martes, Torricelle, 1950
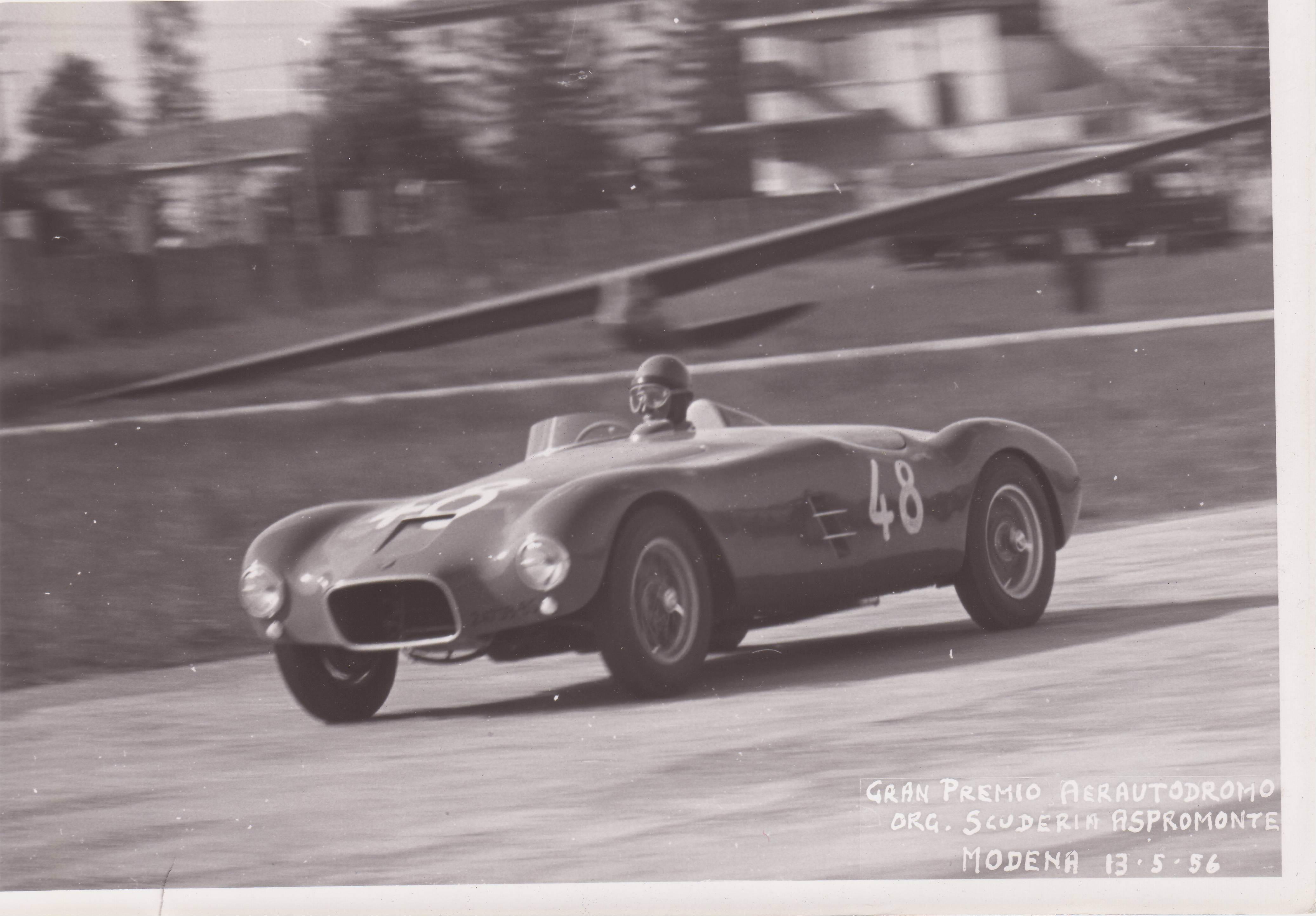
Danilo Tesini su Martes, GP di Modena, 1956
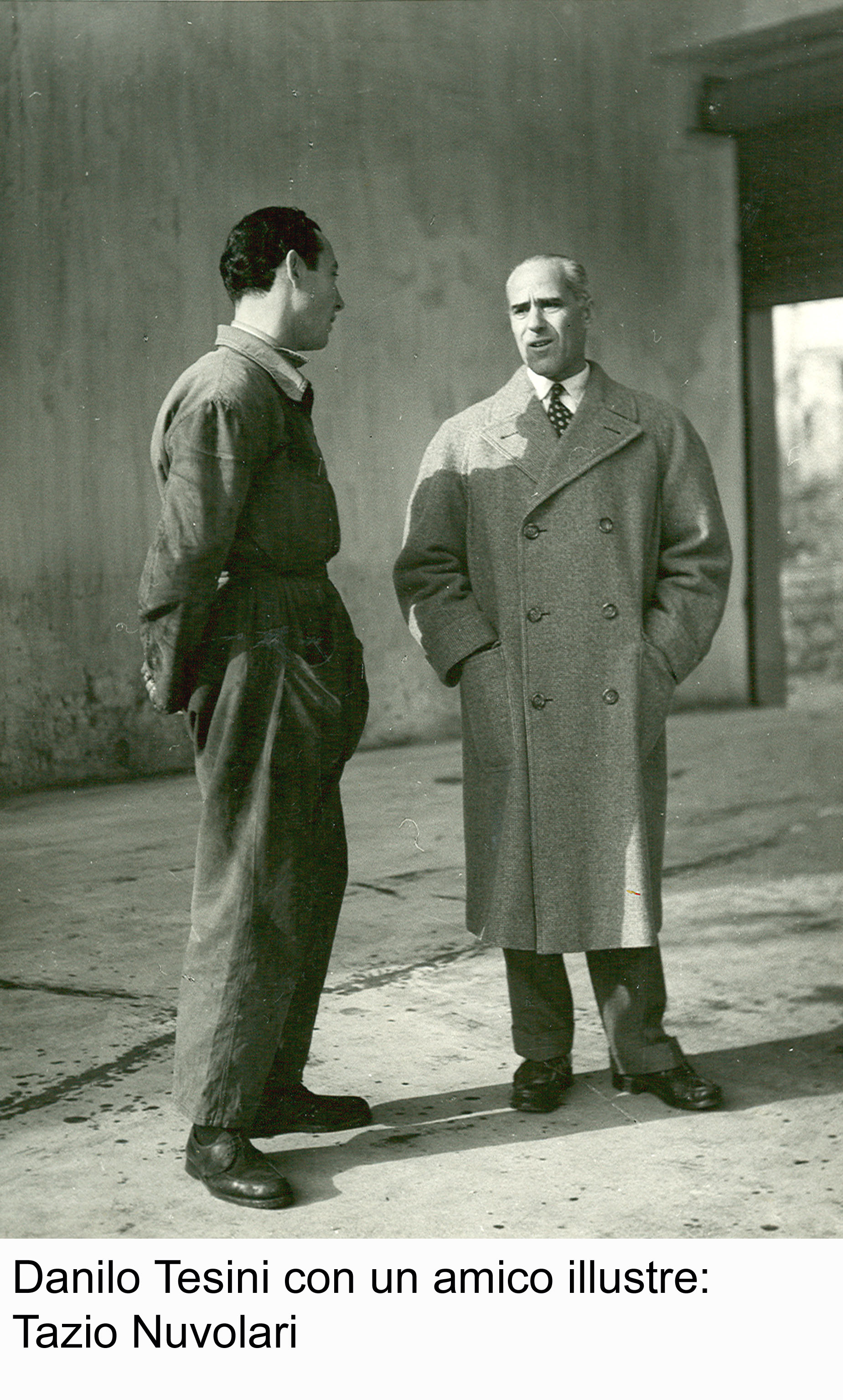
Danilo Tesini con l'amico Tazio Nuvolari
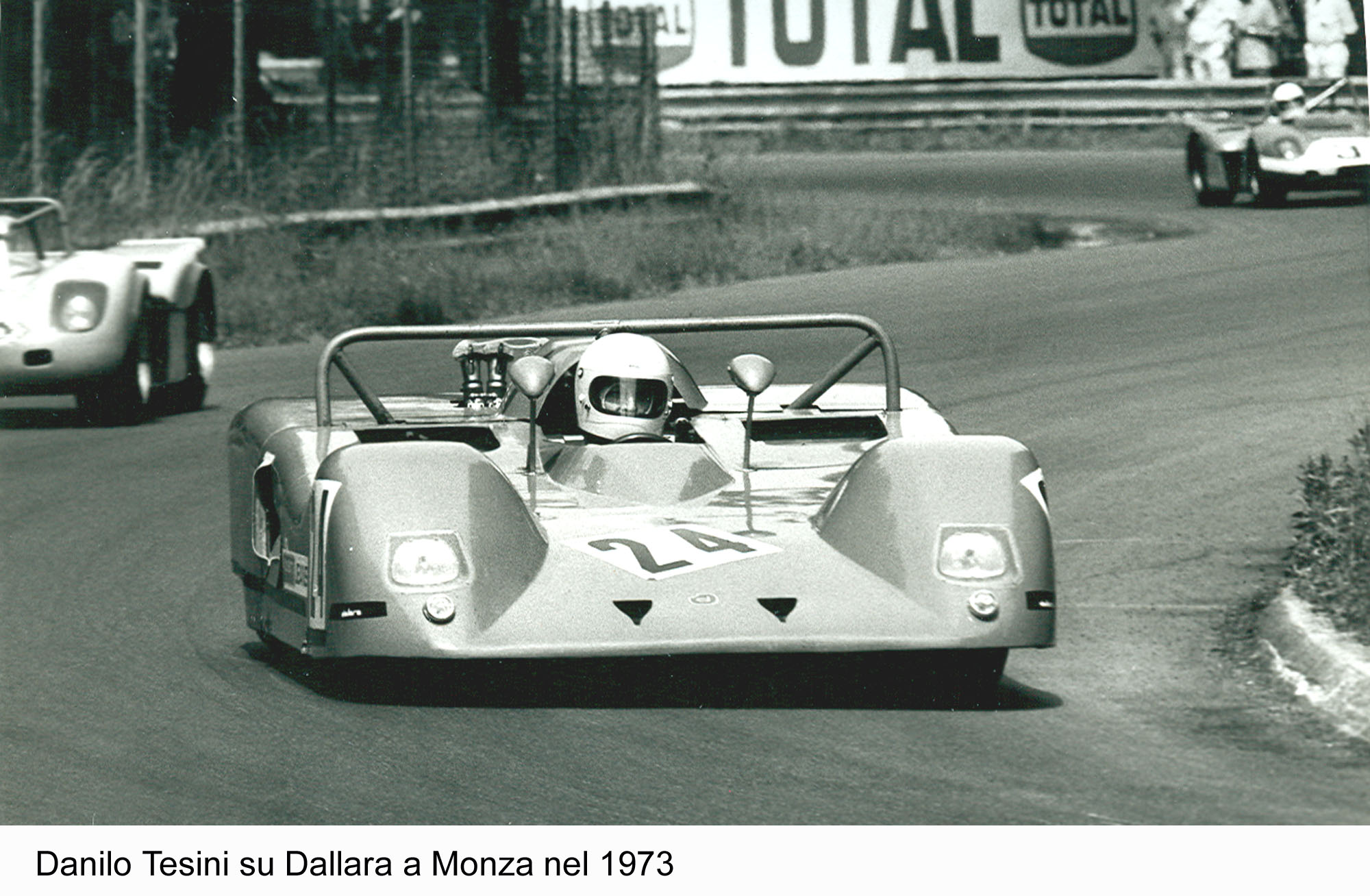
Danilo Tesini su Dallara, Monza, 1973
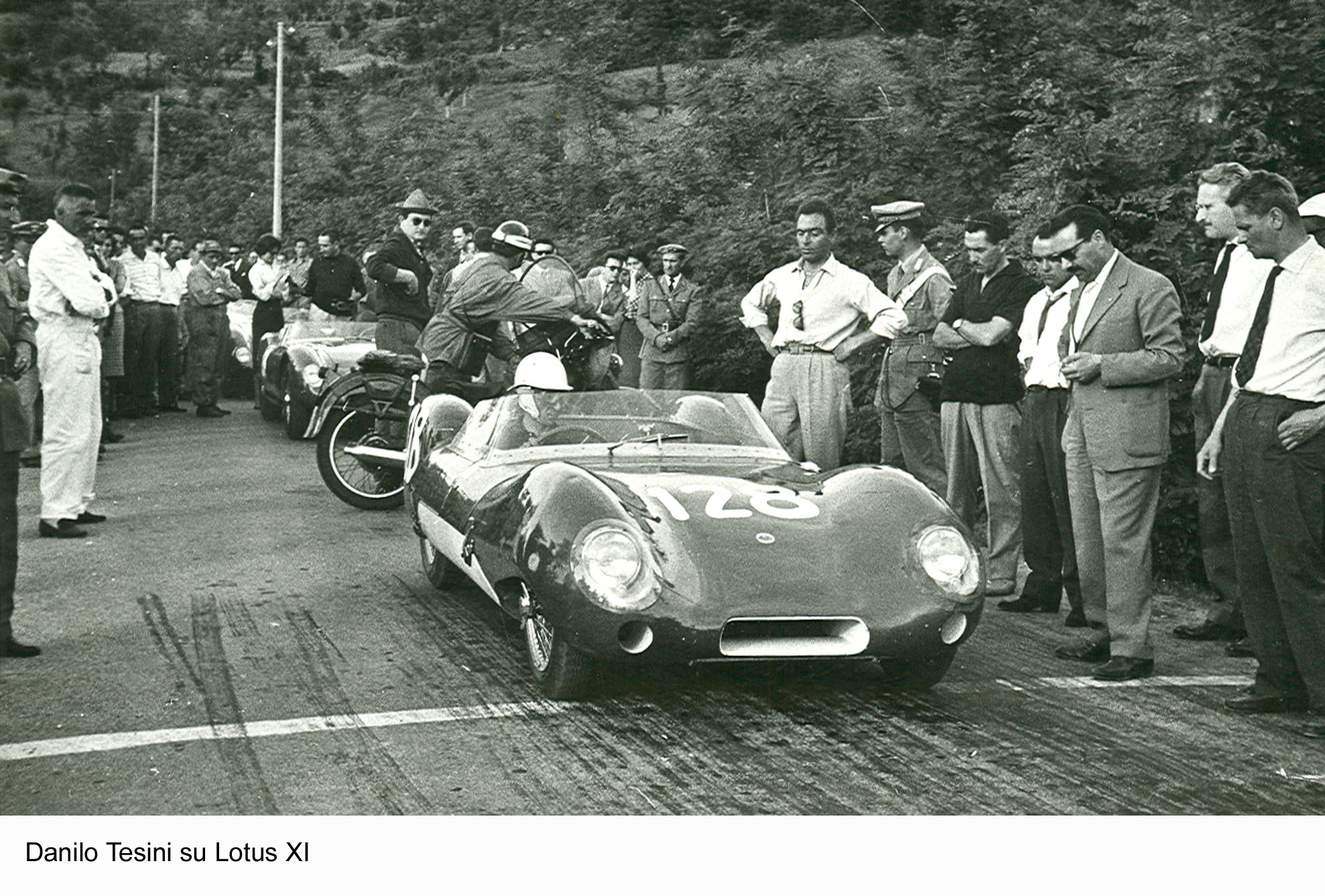
Danilo Tesini su Lotus XI
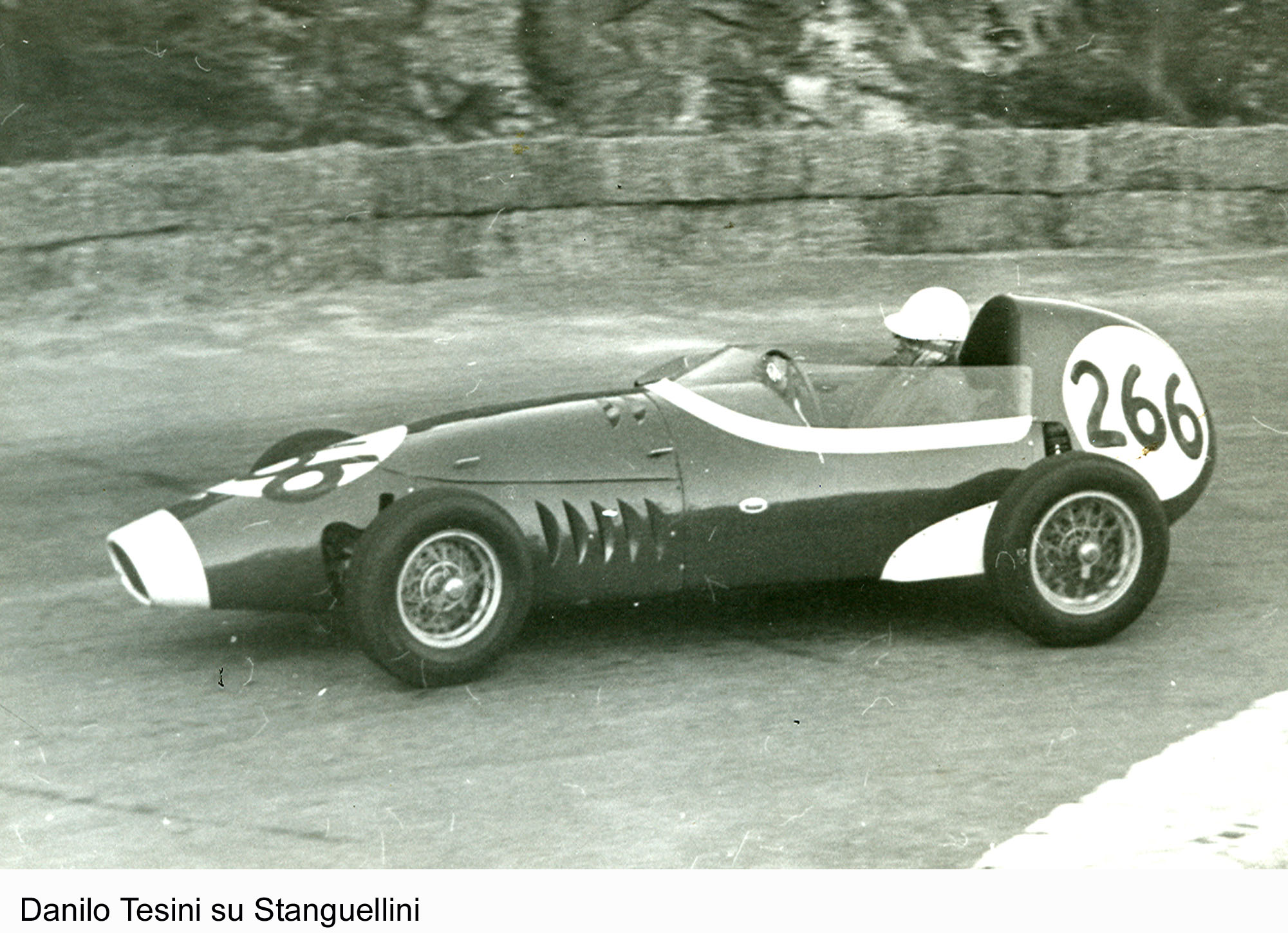
Danilo Tesini su Stanguellini